# Río Yeongsan
El río Yeongsan es un río en el suroeste de Corea del Sur. Tiene una longitud de 129.50. km, y cubre un área de 3,467.83 km 2.  Corre a través de Damyang, Naju, Gwangju y otras regiones y finalmente desemboca en el Mar Amarillo en Yeongam a través del banco del estuario.